# Feuerwehr-Ehrenzeichen (Sachsen)

Das sächsische Feuerwehrabzeichen als Bandorden in seinen drei Stufen (grafische Darstellung)

Das sächsische Feuerwehrabzeichen als Steckkreuz in seinen zwei Stufen (grafische Darstellung)

Das Feuerwehr-Ehrenzeichen des Freistaates Sachsen ist eine Auszeichnung, die für den aktiven Dienst in der Freiwilligen Feuerwehr verliehen wird. In seiner neuen Stufeneinteilung wird es seit dem 5. Juni 2018 verliehen. Es kann jedem ehrenamtlichen Feuerwehrangehörigen nach entsprechend zurückgelegter aktiver Dienstzeit verliehen werden. Die Ausführung als Steckkreuz ist ferner eine „Tapferkeitsauszeichnung“ für mutiges und entschlossenes Verhalten im Brandfall sowie für außergewöhnliche Verdienste im Brandschutz.

## Stiftungszweck
Der Freistaat Sachsen stiftet als staatliche Anerkennung für den langjährigen aktiven Dienst in der Freiwilligen Feuerwehr ein Feuerwehr-Ehrenzeichen am Bande in den Stufen:
- Bronze für 10-jährigen,
- Silber für 25-jährigen,
- Gold für 40-jährigen, sowie
- Gold als Sonderstufe für 50-jährigen[1]

aktiven ehrenamtlichen Dienst einschließlich einer Verleihungsurkunde.
Für besondere Verdienste um die Entwicklung des Brandschutzes oder für besonders mutiges und entschlossenes Verhalten bei der Bekämpfung von Bränden sowie sonstigen Notständen wird ein Feuerwehr-Ehrenzeichen als Steckkreuz in den Stufen Silber und Gold einschließlich einer Verleihungsurkunde gestiftet.

## Form, Beschaffenheit und Gestaltung

### Orden am Bande
Das Feuerwehr-Ehrenzeichen am Bande besteht aus einem gleichschenkligen, geprägten Kreuz an einem weiß-grün-weißen, bronze-, silber- oder goldfarben eingefassten Band. Auf der Vorderseite des Kreuzes ist mittig ein Flammenkreuz konturenhaft dargestellt. In der Mitte des Flammenkreuzes ist das emaillierte Wappen des Freistaates Sachsen aufgelegt. Das Kreuz und das Flammenkreuz sind rot emailliert und mit einem bronze-, silber- oder goldfarbenen Rand eingefasst; beim Feuerwehr-Ehrenzeichen in Gold als Sonderstufe ist das Kreuz tiefschwarz emailliert. Die Rückseite trägt eine Inschrift, die auf langjährigen aktiven Dienst hinweist und um die Angabe der Dienstjahre ergänzt werden kann. Die Bandschnalle ist mit einem bronze-, silber- oder goldfarben eingefassten weiß-grün-weißen Band bezogen; beim Feuerwehr-Ehrenzeichen in Gold als Sonderstufe ist die Einfassung um einen zweiten goldfarbenen Streifen ergänzt.

### Steckkreuz
Das Feuerwehr-Ehrenzeichen als Steckkreuz besteht aus einem gleichschenkligen, geprägten schwarzen Kreuz. Auf seiner Vorderseite ist mittig ein rotes Flammenkreuz konturenhaft dargestellt. In der Mitte des Flammenkreuzes ist das emaillierte Landeswappen des Freistaates Sachsen aufgelegt. Das Kreuz und das Flammenkreuz sind rot emailliert und mit einem silber- oder goldfarbenen Rand eingefasst. Die Rückseite selber ist silber- oder goldfarben. Die Schenkel des Kreuzes verbindet ein silber- oder goldfarbener geprägter Kranz aus Eichenlaub. Die Bandschnalle ist mit einem silber- oder goldfarbenen eingefassten weiß-grünen Band bezogen, in dessen Mitte eine Miniatur Feuerwehremblem in Silber oder Gold aufgesetzt ist.

### Verleihungsurkunde
Die Verleihungsurkunde zeigt das Wappen des Freistaates Sachsen, die Unterschrift sowie das Dienstsiegel des Staatsministeriums des Innern. Der dem Stiftungszweck entsprechende Auszeichnungsanlass ist aufgetragen.

## Verleihungsvoraussetzungen

### Feuerwehr-Ehrenzeichen am Band
Das Feuerwehr-Ehrenzeichen am Band wird nach entsprechender aktiver Dienstzeit nach Dienstjahren verliehen (siehe Stiftungszweck). Für die Berechnung der aktiven Dienstzeit ist der Zeitpunkt des tatsächlichen Eintritts in die Feuerwehr maßgebend. Die aktive Dienstzeit muss ohne wesentliche Unterbrechung zurückgelegt sein. Wehrdienst, Wehrersatzdienst oder eine nachgewiesene Krankheit gelten nicht als Unterbrechung. Wurde die aktive Dienstzeit bei verschiedenen Freiwilligen Feuerwehren geleistet oder wurde sie bei einer Feuerwehr unterbrochen, sind die Dienstzeiten zusammenzufassen. Die bloße Mitgliedschaft ohne Dienstausübung gilt nicht als aktiver Dienst.

### Feuerwehr-Ehrenzeichen als Steckkreuz
Das Feuerwehr-Ehrenzeichen als Steckkreuz wird für besondere Verdienste um die Entwicklung des Brandschutzes oder für besonders mutiges und entschlossenes Verhalten bei der Bekämpfung von Bränden sowie sonstigen Notständen im Freistaat Sachsen verliehen. Eine langjährige Mitgliedschaft in der Feuerwehr sowie die hauptamtliche Wahrnehmung von Aufgaben im Brandschutz reichen allein als Verleihungsgrund nicht aus. Das Feuerwehr-Ehrenzeichen als Steckkreuz in der Stufe Gold wird erst nach der Verleihung des Steckkreuzes in Silber verliehen. Ein Überspringen der Silberstufe ist somit nicht statthaft.

## Vorschlageverfahren

### Feuerwehr-Ehrenzeichen am Band
- a) Die Bürgermeister oder die Oberbürgermeister schlagen im Einvernehmen mit den Gemeindewehrleitern die auszuzeichnenden Personen vor.

- b) Die kreisangehörigen Gemeinden legen ihre Vorschläge den Landratsämtern, die Kreisfreien Städte der zuständigen Landesdirektion vor. Die Vorschläge sind jeweils in zweifacher Ausfertigung, entsprechend der jeweiligen Stufe getrennt in einer Vorschlagsliste zu übermitteln.

- c) Die Landratsämter bestätigen die Kenntnisnahme und leiten die Vorschlagslisten für das Folgejahr bis zum 31. Dezember des laufenden Jahres an die zuständige Landesdirektion weitere. Diese melden dann bis zum 15. Januar des darauf folgenden Jahres den Bedarf dem Staatsministerium des Innern.

### Feuerwehr-Ehrenzeichen als Steckkreuz
- a) Die Bürgermeister, die Oberbürgermeister, die Landräte, die Landesdirektoren, der Vorsitzende des Landesfeuerwehrverbandes oder das Staatsministerium des Innern schlagen auszuzeichnende Personen vor.

- b) Die Vorschläge müssen eine ausreichende Begründung der Verleihungsvoraussetzungen enthalten sowie eine Beurteilung der Persönlichkeit ermöglichen.

- c) Die Vorschläge der Gemeinden, Landkreise und Kreisfreien Städte sind in zweifacher Ausfertigung auf dem Dienstweg der zuständigen Landesdirektion vorzulegen. Zu den Vorschlägen der kreisangehörigen Gemeinde hat der Kreisbrandmeister Stellung zu nehmen. Die Vorschläge des Vorsitzenden des Landesfeuerwehrverbandes sind der für den Wohnort des Vorgeschlagenen zuständigen Landesdirektion vorzulegen; bei Wohnorten außerhalb des Freistaates Sachsen dem Staatsministerium des Innern. Die Landesdirektionen nehmen zu den Vorschlägen Stellung und legen sie mit den eigenen Vorschlägen dem Staatsministerium des Innern vor.

- d) Um eine Entwertung des Feuerwehr-Ehrenzeichens als Steckkreuz durch allzu großzügige Verleihung zu verhindern, ist die Anzahl der Verleihungen auf höchstens 60 pro Jahr begrenzt. Von jeder Landesdirektion (Dresden, Leipzig, Chemnitz) können bis zu 15 Vorschläge in der Stufe Silber und 5 Vorschläge in der Stufe Gold eingereicht werden. Abweichende Regelungen kann das Staatsministerium des Innern treffen.[5]

## Entscheidung über die Auszeichnungsvorschläge
- 1. Die Landesdirektionen entscheiden über die ihnen vorgelegten Vorschläge zur Verleihung des Feuerwehr-Ehrenzeichens am Band. Sie stellen den Gemeinden, Landkreisen und Kreisfreien Städte die erforderliche Anzahl der Feuerwehr-Ehrenzeichen mit Verleihungsurkunden bereit.

- 2. Die Landesdirektionen geben dann je eine Fertigung der Vorschlagslisten an die mit der Verleihung Beauftragten zurück. Eine Ausfertigung verbleibt zur Nachweisführung bei den Landesdirektionen.

- 3. Das Staatsministerium des Innern entscheidet über die ihm vorgelegten Vorschläge zur Verleihung des Feuerwehr-Ehrenzeichens als Steckkreuz. Die getroffene Entscheidung wird dann den Antragstellern auf den Dienstweg mitgeteilt.[6]

## Verleihungsverfahren
- 1. Die Feuerwehr-Ehrenzeichen am Band in der Stufe Bronze werden durch die Bürgermeister/Oberbürgermeister ausgehändigt. In den Stufen Silber und Gold durch die Landräte oder Oberbürgermeister.

- 2. Die Landesdirektionen des Freistaates Sachsen (Dresden, Leipzig und Chemnitz) geben je eine Fertigung der Vorschlagslisten an die mit der Verleihung Beauftragten zurück. Eine Ausfertigung der Vorschlagslisten verbleibt zum Nachweis bei den Landesdirektionen.

- 3. Die Verleihung der Feuerwehr-Ehrenzeichen als Steckkreuz erfolgt durch den Staatsminister des Innern oder einen von ihm Beauftragten.[7]

## Tragweise
- 1. Die Feuerwehr-Ehrenzeichen sind mittig auf der linken oberen Brustseite des Dienstanzuges in gleicher Höhe nebeneinander zu tragen. Das Feuerwehr-Ehrenzeichen am Band wird nur in seiner höchsten verliehenen Stufe getragen.

- 2. Die Bandschnalle des Feuerwehr-Ehrenzeichens für den Dienstanzug ist oberhalb der linken Brusttasche der Dienstkleidung, jedoch nicht gemeinsam mit dem Feuerwehr-Ehrenzeichen zu tragen. Mehrere Bandschnallen für die Dienstkleidung sind nebeneinander zu tragen.[8]

## Rangordnung im Sächsischen Auszeichnungssystem
- 1. Sächsischer Verdienstorden
- 2. Sächsische Verfassungsmedaille
- 3. Sächsisches Lebensrettungsehrenzeichen
- 4. Sonstige Orden des Freistaates Sachsen (gleichrangig)
  - Sächsischer Fluthelferorden
  - Gedenkmedaille aus Anlass der Waldbrandkatastrophe Weißwasser im Mai/Juni 1992
- 5. Feuerwehr-Ehrenzeichen (Sachsen) als Steckkreuz in Gold
- 6. Feuerwehr-Ehrenzeichen (Sachsen) als Steckkreuz in Silber
- 7. Feuerwehr-Ehrenzeichen (Sachsen) am Band in Gold
- 8. Feuerwehr-Ehrenzeichen (Sachsen) am Band in Silber
- 9. Feuerwehr-Ehrenzeichen (Sachsen) am Band in Bronze
- 10. Feuerwehr-Leistungsabzeichen für Löscheinsatz in Gold
- 11. Feuerwehr-Leistungsabzeichen für Löscheinsatz in Silber
- 12. Feuerwehr-Leistungsabzeichen für Löscheinsatz in Bronze
- 13. Feuerwehr-Leistungsabzeichen für Technische Hilfe in Bronze

## Sonstiges
Das Feuerwehr-Ehrenzeichen am Band gab es im Freistaat Sachsen vom 21. November 2003 bis zur Neuregelung nur in den Stufen Silber und Gold. Eine Bronzestufe wurde erst mit der Neuregelung am 29. April 2009 hinzugefügt.